# オイラー図

オイラー図

ベン図

オイラー図（オイラーず、英語: Euler diagram）は、集合の相互関係を表す図。
ベン図 と類似しているが、ベン図では、存在しない集合関係を含め、異なる集合間のすべての可能な関係を示すのに対し、オイラー図では、実際に意味のある関係のみを示し、不要な領域を省略するという違いがある（右図参照）。
考案者であるレオンハルト・オイラーの名をとってオイラー図と名付けられた。アメリカでは、1960年代の 新数学 運動の一環として、ベン図とともに集合論の教育に取り入れられた。以来、読解教育や企業・組織におけるデータの可視化など、多様な分野で利用されている。